# Tholey
Tholey es un municipio del distrito de Sankt Wendel del estado federado alemán de Saarland. Está situado aproximadamente a 10 km al oeste de Sankt Wendel, y a 30 km al norte de Saarbrücken.

## Núcleos
- Bergweiler
- Hasborn-Dautweiler
- Lindscheid
- Neipel
- Scheuern
- Otzweiler
- Theley
- Tholey
- Überroth-Niederhofen